# 바티스카프

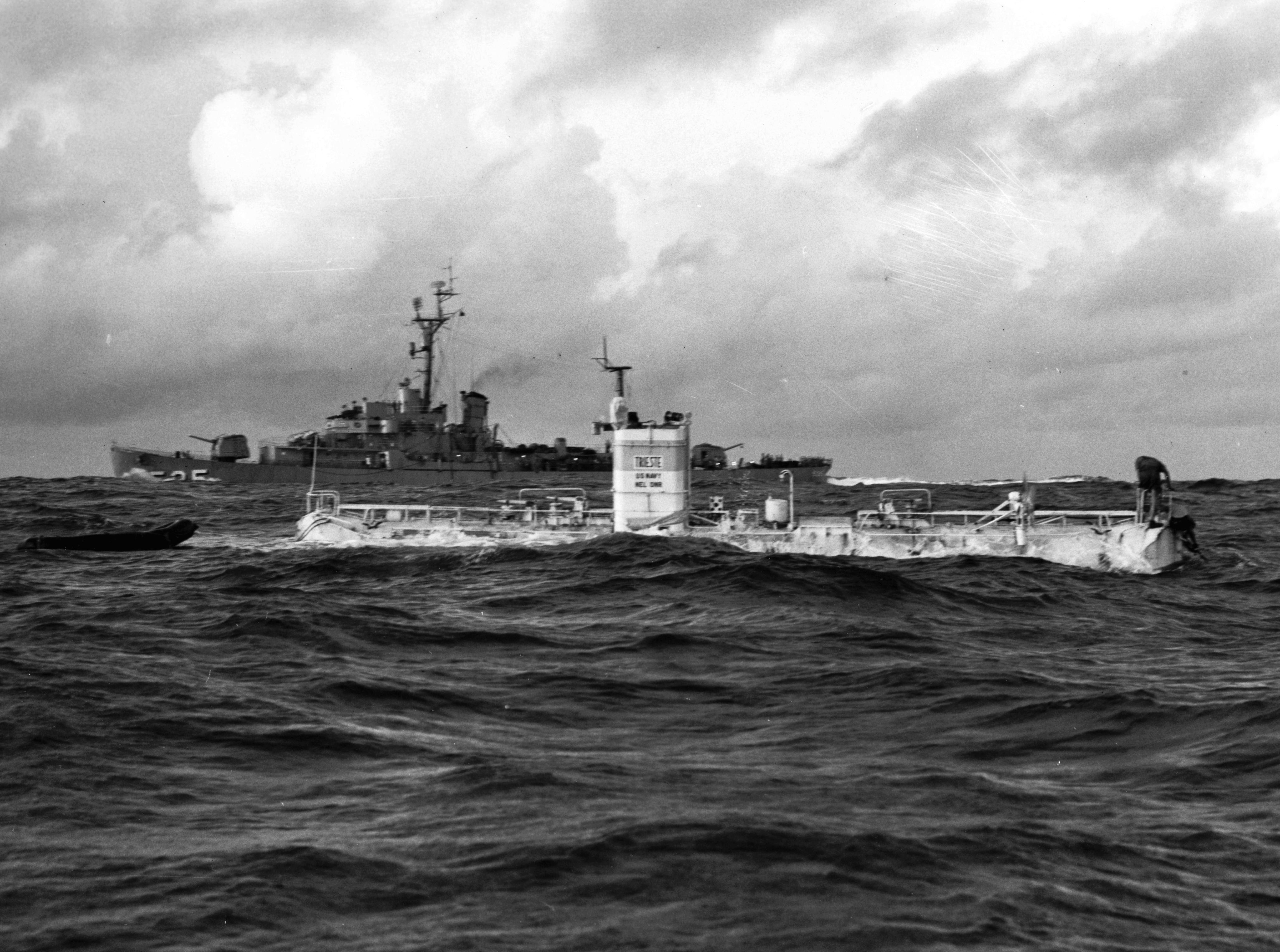
마리아나 해구에 잠수하는 바티스카프 트리에스테,

바티스카프(프랑스어: bathyscaphe /batiskaf/[*])는 심해 탐사용으로 특수제작된 잠수정이다.
"바티스카프"라는 용어는 최초의 바티스카프를 발명한 프랑스계 스위스 물리학자 오귀스트 피카르가 고대 그리스어 단어 바티스(βαθύς→깊은)와 스카포스(σκάφος→배)를 조합해 만든 조어이다.